# 熊崎晴香
熊崎 晴香（くまざき はるか、1997年〈平成9年〉8月10日 - ）は、日本のアイドルであり、女性アイドルグループSKE48チームSとラブ・クレッシェンドのメンバー。チームS副リーダーでもある。
愛知県名古屋市出身。ゼスト所属。

## 略歴
2012年10月、SKE48第6期生オーディションに仮合格。2013年1月1日、SKE48劇場で行われた元旦公演において、第6期候補生として仮お披露目。2月28日、SKE48劇場にて、第6期生メンバーとして正式お披露目。
2014年2月24日、Zepp DiverCityで開催された「AKB48グループ大組閣祭り」において、チームEへの昇格が発表される。4月4日、さいたまスーパーアリーナで開催された「AKB48グループ春コン in さいたまスーパーアリーナ〜思い出は全部ここに捨てていけ!〜」SKE48単独公演において、花道付近でのパフォーマンス中に、ステージから誤って転落し、右手骨折・全治3ヶ月の大怪我を負った。活動再開前の6月27日、15thシングル「不器用太陽」（7月30日発売）で初めて選抜メンバーに選出されたことが発表された。7月5日、東京ビッグサイトで開催された「前しか向かねえ」個別握手会で活動を再開。7月10日にSKE48劇場で行われたチームE公演後に「不器用太陽」を初披露し、ステージ復帰。8月18日、チームE公演に初出演し、劇場公演への復帰を果たした。
2015年5月から6月にかけて実施された『AKB48 41stシングル 選抜総選挙』では73位で、アップカミングガールズに選出された。同年10月5日に行われた「劇場デビュー7周年記念特別公演」において、新たにSKE48のグループ内ユニット5組の結成と11月25日に同ユニットでのCDデビューが発表され、表題曲を歌うユニット「ラブ・クレッシェンド」のメンバーに選出された。
2016年5月から6月にかけて実施された『AKB48 45thシングル 選抜総選挙』では67位で、アップカミングガールズに選出された。また、速報では80位にランクインしたため、速報81位だったHKT48の秋吉優花とともにNHK BSプレミアム『AKB48 SHOW!』で、「ボーダーラインの少女たち」という特集が組まれた。
2017年5月から6月にかけて投票が実施された『AKB48 49thシングル 選抜総選挙』で63位となり、フューチャーガールズに選出される。
2019年4月より東京スポーツ紙上で中央競馬の予想コラム『熊崎晴香のハルカ 伸るか!反るか!』の連載が開始。
2022年11月18日に名古屋 ReNY limitedにて、自身初となるソロライブ『熊崎晴香ソロライブ〜くまのファンファーレ〜』を開催した。
2023年8月9日、1st写真集『表情ガール』（扶桑社）を発売。
2024年10月2日に発売のSKE48の33rdシングル「告白心拍数」で、加入から12年で自身初となるシングル表題曲のセンターを務める。
2025年1月1日、SKE48劇場にて新チーム体制にともなうメンバー編成の発表が行われ、チームSへの配属が発表された。
同年4月16日、SKE48劇場のチームS「僕の太陽」公演にて、チームSの副リーダーを任命された。

## 人物
愛称は、くまちゃん。AKB48の島崎遥香（しまざき はるか）とは名前の読みが一文字違いで、熊崎の学生時代のアダ名は「ぱるる」であった。
キャッチフレーズは、「私のことを見てくれないとみーんな、くまらしちゃうよ! くまちゃんこと熊崎晴香です!」。
顔文字は「く(￣(工)￣)っま」を使用している。
滑舌が極めて悪く、とにかく苦手な「さ行」が言えずにメンバーから突っ込まれることは日常茶飯事である。
特技は球技全般で、ソフトテニス、ソフトボール、バスケットボール、ゴルフ 経験者である。ほかに特技としてヲタ芸があり、「ロマ崎さん」というキャラクターに扮してヲタ芸を披露する。
好きな食べ物はイチゴ、枝豆、イカ。嫌いな食べ物はタマネギ。

### SKE48
SKE48加入前に『中学生日記』に出演し、同番組にはメンバーの松井玲奈（卒業）や木本花音も出演していたと聞き、SKE48のことを知ったことがグループに入るきっかけとなった。
SKE48の憧れの先輩は松井珠理奈。
SKE48二次元同好会に入会している。好きな作品は『弱虫ペダル』、『東京喰種トーキョーグール』、『黒子のバスケ』、『ストロボ・エッジ』、『ひるなかの流星』、『ラストゲーム』など。
鎌田菜月とのコンビは「くまっきぃ」、菅原茉椰とのコンビは「くまーやん」として知られている。

## SKE48での参加楽曲

### シングル選抜楽曲
SKE48名義
- 「美しい稲妻」に収録
  - 夕立の前 - 「研究生」名義
- 「賛成カワイイ!」に収録
  - 石榴の実には憂鬱が何粒詰まっている? - 「紅組」名義
- 不器用太陽
  - バナナ革命 - 「Team E」名義
- 「12月のカンガルー」に収録
  - 青春カレーライス - 「Team E」名義
- 「コケティッシュ渋滞中」に収録
  - 音を消したテレビ - 「Team E」名義
  - 夜の教科書 - 「セレクション17 “AKB49～恋愛禁止条例～”」名義
- 「前のめり」に収録
  - 制服を着た名探偵 - 「ドリーミング ガールズ」名義（センター）
  - 長い夢のラビリンス - 「Team E」名義
- チキンLINE
  - Is that your secret? - 「Team E」名義
  - 旅の途中 - 「宮澤佐江と仲間たち」名義
- 金の愛、銀の愛
  - ハッピーランキング - 「ランクインガールズ2016」名義
  - 今夜はShake it ! - 「ラブ・クレッシェンド」名義
- 意外にマンゴー
  - オレトク - 「Team E」名義
- 無意識の色
  - 反射的スルー - 「ラブ・クレッシェンド」名義
  - We're Growing Up - 「愛知トヨタ選抜」名義
  - 夜明けのコヨーテ - 「サガミチェーン選抜」名義
- いきなりパンチライン
  - 花の香りのシンフォニー - 「Passion For You選抜」名義
  - 君はラムネ - 「Team E」名義
- Stand by you
  - 地元民たちよ  - 「愛知トヨタ選抜」名義
  - 入り口  - 「Team E」名義
  - 神様は見捨てない
- FRUSTRATION
  - ゲームしませんか?  - 「Passion For You選抜」名義
- ソーユートコあるよね?
- 恋落ちフラグ
  - Change Your World - 「Black Pearl」名義（江籠裕奈とのWセンター）
  - あの頃のロッカー - 「Passion For You選抜」名義
- あの頃の君を見つけた
- 心にFlower
- 絶対インスピレーション
- 好きになっちゃった
  - 語り合うことから始めよう - 「Team E」名義（センター）
- 愛のホログラム
  - 岸辺の少女よ - 「Team E」名義
- 告白心拍数（センター）
  - 岸辺の誰か - 「Team E」名義
- Tick tack zack（センター）
  - Unlimited - 「Team S」名義

AKB48名義
- 「ハロウィン・ナイト」に収録
  - 君だけが秋めいていた - 「アップカミングガールズ」名義
- 「君はメロディー」に収録
  - Gonna Jump - 「SKE48」名義
- 「LOVE TRIP/しあわせを分けなさい」に収録
  - 2016年のInvitation - 「アップカミングガールズ」名義
- 「シュートサイン」に収録
  - Vacancy - 「SKE48」名義
- 「願いごとの持ち腐れ」に収録
  - イマパラ
- 「#好きなんだ」に収録
  - 自分たちの恋に限って - 「フューチャーガールズ」名義
- 「ジャーバージャ」に収録
  - 愛の喪明け - 「SKE48」名義
- 「センチメンタルトレイン」に収録
  - 友達じゃないか? - 「ネクストガールズ」名義
- 「失恋、ありがとう」に収録
  - 思い出マイフレンド - 「1st Campus」名義

### アルバム選抜楽曲
SKE48名義
- 『革命の丘』に収録
  - 夏よ、急げ!
  - ライフルガール - 「ラブ・クレッシェンド」名義
  - ホライズン - 「愛知トヨタ選抜」名義

AKB48名義
- 『サムネイル』に収録
  - 誰が私を泣かせた?

### その他の参加楽曲
- シングル「コップの中の木漏れ日」（「ラブ・クレッシェンド」名義）
  - コップの中の木漏れ日

### 劇場公演ユニット曲
チームS 4th Stage「RESET」
- 檸檬の年頃（前座ガールズ）

チームKII 4th Stage「シアターの女神」
- ロマンスかくれんぼ（前座ガール）

研究生公演「制服の芽」
- 思い出以上

 チームE 4th Stage「手をつなぎながら」
- Glory days（2nd UNIT）
- この胸のバーコード（松井玲奈のアンダー）
- ウィンブルドンへ連れて行って（1st UNIT）（小石公美子のアンダー）
- 雨のピアニスト（須田亜香里のアンダー）

SKE48 アップカミング公演 〜夏〜
- 心の端のソファー（竹内彩姫のアンダー）

チームS 5th Stage「制服の芽」
- 思い出以上（山内鈴蘭、北川綾巴のアンダー）
- 狼とプライド（大矢真那のアンダー）

チームE 5th Stage「SKEフェスティバル」
- お手上げララバイ（斉藤真木子のアンダー）
- ハングリーライオン

アップカミング公演 〜THE END〜
- 少女は真夏に何をする？
- 恋のPLAN

SKE48「手をつなぎながら」公演
- Glory days（青海ひな乃のアンダー）

チームE 6th Stage「声出していこーぜ!!!」
- Revolver

チームS 8th Stage「僕の太陽」
- 僕とジュリエットとジェットコースター

## コンサート
- 熊崎晴香ソロライブ～くまのファンファーレ～（2022年11月18日、名古屋 ReNY limited）[20][37]
- SKE48 熊崎晴香ソロライブ～MAKE SOME NOISE～（2023年5月31日、名古屋ダイヤモンドホール）[38]

## 出演

### テレビ番組
- ドラナビ（2023年4月9日 - 、スターキャット・ケーブルネットワーク） -  アシスタント[39]
- ドデスカ!（2024年10月12日 - 、メ〜テレ） - コメンテーター（月1レギュラー出演）[40]
- 熊崎晴香のドラゴンズ全力応援 10チャンベースボールプラス（2025年3月30日 - 4月2日、テレビ愛知）[41]

### テレビドラマ
- 中学生日記（NHK Eテレ）[42]
  - ともだち帝国〜もしも心が読めたら〜（2011年6月10日）
  - 人生は不公平?〜もしも一番になれたら〜（2011年6月17日）
  - 僕と君のメロディ（2011年9月2日）
  - ○○にバカヤロー! (3) 見えない顔（2011年9月30日）
- 中部ジモ女の選択 ショートドラマ『わたしの未来』（2015年10月9日、NHK総合） - 三女・川地萌 役[43][44]

### ミニ番組
- 明日に架ける橋 〜尾張七宝職人〜（2021年3月3日 ‐ 24日、東海テレビ）

### ラジオ
- SKE48♥1×1は1じゃないよ!（2015年10月18日 - 12月13日、東海ラジオ）[45]
- オレたちゴチャ・まぜっ!〜集まれヤンヤン〜（2016年4月17日 - 2017年4月9日、MBSラジオ） - ヤンヤンガールズ8期生[46]

### 舞台
- ミュージカル「AKB49〜恋愛禁止条例〜」（2015年3月14日 - 15日、中日劇場） - 立石さち 役[47]
- SKE48版「ハムレット」（2019年4月18日 - 21日、品川プリンスホテル クラブeX） - ホレイシオ 役[48]
- 桜花浪漫堂 朗読劇「人間失格・紅」（2023年12月8日 - 11日、飛行船シアター） - 堀木正雄 役（佐當友莉亜とのWキャスト）[49]

### 映画
- てっぺんの剣（2024年11月15日〈9月27日大分先行公開〉、シンカ） - 千尋姫 役[50]

### CM
- メガワールド（2015年6月28日 - 、メガネ流通センター） - 東李苑・江籠裕奈と共演[51]

### ネット配信
- キッチンダービーくまちゃん杯（2025年4月18日 - 、NATSLIVE）[52]

### イベント
- Rakuten GirlsAward 2023 SPRING / SUMMER（2023年5月4日、国立代々木競技場第一体育館）[53]

## 書籍

### 新聞連載
- 東京スポーツ 競馬面予想コラム『熊崎晴香の伸るか!反るか!』（2019年4月 - 、東京スポーツ新聞社）

### 写真集
- 表情ガール（2023年8月9日発売、扶桑社）[21][22]